# Línea Canarsie

El servicio que usa la línea Canarse sobre Manhattan ha sido de color gris desde 1979.

La línea Canarsie (algunas veces llamada como 14th Street–Canarsie Line) es una línea de transporte rápido de la división BMT del metro de la ciudad de Nueva York, nombrada así por su terminal en el barrio de Canarsie en Brooklyn. Es usada por el servicio L, en la cual es mostrada del color gris en los mapas localizadas en todas las estaciones del metro de Nueva York.
Ocasionalmente también es referida como Eastern District Line. Ahora solo en Williamsburg se conoce por ese nombre, en la cual era descrita como el "Distrito Este" de Brooklyn cuando la ciudad de Williamsburg fue anexada por la ciudad de Brooklyn.  Este fue el lugar donde una parte de la línea de Brooklyn fue establecida. No fue hasta después que la línea fue conectada con las vías con dirección hacia Canarsie. Ahora solo el Distrito Escolar del Este preserva este topónimo.

## Alcance y servicios
La línea Canarsie opera desde la Octava Avenida y la Decimocuarta Calle en Manhattan hacia Rockaway Parkway en Canarsie, Brooklyn.
Es de doble vía a lo largo de toda su longitud, excepto para los tramos cortos de las vías de almacenamiento de Manhattan.
La línea actual tiene dos vías desde su terminal en Manhattan hacia la interconexión en Broadway en la sección de East New York de Brooklyn, con la excepción de un tramo corto en la Avenida Wilson donde se convierte en una doble estructura con vías exteriores directamente sobre las vías subterráneas.
Justo antes de la interconexión Broadway, la línea surge hacia una estructura elevada, pasando sobre la línea Jamaica. Entre la interconexión Broadway y la Avenida Atlantic están las únicas conexiones de la línea Canarsie hacia el resto del sistema, por en medio de rampas conectando la línea Canarsie hacia la línea Jamaica en Manhattan y East New York Yard (y, hasta 1956, la BMT Fulton Street El). La línea Canarsie compartía la estructura en la Avenida Atlantic con la conexión de las líneas elevadas de Broadway y la Calle Fulton hacia Liberty Avenue Elevated (todavía existente más al este como parte de la línea de la Calle Fulton).
Al este de la Avenida Pitkin, la línea Canarsie pasa por la estructura elevada en la cual originalmente era una estructura a nivel en 1906, hasta llegar a la estación de la Avenida Sutter. En la siguiente estación, la Avenida Livonia, la Avenida Livonia elevada de la  línea Eastern Parkway pasa la línea pasa sobre ellas, y justo después de este punto hay una conexión de una sola vía hacia Linden Shops, ahora convertida en una vía y en una estructura para instalaciones. Además de la conexión en la interconexión de Broadway, esta conexión sin electrificar es la única conexión del resto del metro, ya que es una conexión hacia la línea Eastern Parkway. Los equipos de ingresos de la División B no pueden acceder esta línea, debido a las restricciones de la División A.
Más allá de la estación, la Avenida New Lots, un extremo de la estructura elevada y una inclinación hacen que la línea Canarsie vuelva a pasar por las vías original de 1865, en la cual es la segunda vía más antigua del sistema de la Autoridad de Tránsito de Nueva York. La línea opera en esta ruta hasta el extremo de la línea en Rockaway Parkway. Originalmente existían 3 estaciones posteriores a Rockaway Parkway, denominadas: Avenida Flatlands, Avenida L y Canarsie Pier, pero como Rockaway Parkway fue construida como para ser terminal de línea, las 3 estaciones posteriores a ella fueron demolidas

## Automatización
La línea Canarsie es una de las dos únicos  "shuttle" del servicios S en la ciudad de Nueva York que tiene un solo servicio y no comparte vías con ningún otra línea o servicio; la otra es la línea Flushing, que transporta los trenes del servicio 7. Debido a esto, fue escogida como locación de la primera línea completamente automatizada del metro de Nueva York. En la primavera de 2005, los modelos actuales automatizados R143 debían operar completamente automatizados con un solo maquinista, (conocido como OPTO, One Person Train Operation o en español como Operación de Tren de Una Sola Persona) o como un asistente para monitorear la operación del tren y tomar cargo de las operaciones manuales si es necesario. Sin embargo, los contratiempos técnicos incluyendo la prueba de rodaje de trenes lo que provocó el retraso de la automatización, también conocido como Communication Based Train Control (CBTC).
El proyecto ha causado numerosas interrupciones de servicios en la línea L durante las noches y los fines de semana. Algunas veces, algunas secciones de la línea se mantienen fuera de servicio, usualmente desde la Octava Avenida a la Calle Lorimer, de Lorimer a Broadway o de Broadway Junction a Rockway parkway. Durante este tiempo, varios autobuses expresos abastecen las áreas que están fuera de servicio. Este proyecto también requiere de la clausura de algunas estaciones, ya sea en una sola dirección o en ambas direcciones, para que la línea este separada en dos secciones.
En junio de 2005, la línea Canarsie operaba solo con un operador durante los días de semana. Sin embargo, debido a que esto era violación de los contratos, el MTA fue ordenado a poner a dos personas para que operase los trenes durante todo el tiempo.
Actualmente, el sistema se mantiene activo entre Chelsea-Octava Avenida y la Primera Avenida en Manhattan y Broadway Junction y Canarsie-Rockaway Parkway en Brooklyn.

## Información de cadenas
- Toda la línea está encadenada como BMT Q. Esto no tiene ninguna relación con las letras de los servicios de trenes que operan en la línea, en la cual se le designó la L.

- Las vías de la línea son  Q1 hacia Canarsie y Q2 hacia Manhattan.

- Las Cadenas cero o como BMT Q, ahora están localizadas en el extremo occidental de la línea en la 8.ª Avenida y la 14.ª Calle en Manhattan. Toda la línea Canarsie es coextensiva con cadenas de letras BMT Q en la cual ninguna otra línea las usa.

### Cambio de encadenación
Antes del 2004, las cadenas de la línea Canarsie reflejaban sus orígenes históricos. La línea original elevada de dos vías desde el punto donde se divide con la antigua línea de la Calle Fulton en las avenidas Pitkin y Van Sindering en 1906 fueron designada como la cadena P de la división BRT, y la cadena cero de esa misma sección estaba en el mismo lugar.
La parte de la Calle 14 y la línea Canarsie construida o remodelada bajo los contratos Dual y abierta en 1924 y 1928 fue designada como BMT Q empezando desde la 6.ª Avenida y la 14.ª Calle en Manhattan y extendiéndose hasta el inicio del encadenamiento BMT P en la Avenida Pitkin. La encadenación Cero para el encadenamiento de la línea BMT Q también empezó en la 6.ª Avenida.
Cuando la línea fue extendida hacia la 8.ª Avenida en 1931, la cadena cero para la línea  BMT Q no tuvo que ser trasladada, sino que se cambiaron todas las señales de designación en las cadenas y estaciones de la línea, y la nueva sección fue extendida al oeste desde la misma cadena cero y se le designó la cadena de BMT QW.
Cuando la instalación de los trenes automatizados requirió el reemplazo de las señales del sistema, el MTA decidió designar a toda la línea como BMT Q y se movió la cadena cero al extremo occidental de la línea. Por lo tanto, la estación de cadenas de cada lugar en la línea tuvo que ser cambiada, una situación que se ve muy poco desde que los contratos dual cambiaron en la antigua BRT alrededor de los años 1920.

## Lista de estaciones
Nota: Cada Estación tiene solo dos vías, y es servida solo por los trenes L (sin contar las transferencias gratis hacia las otras líneas).
| Leyenda de la estación de servicio                       | Leyenda de la estación de servicio                       |
| -------------------------------------------------------- | -------------------------------------------------------- |
| Hace paradas todo el tiempo                              | Paradas todo el tiempo                                   |
| Hace paradas todo el tiempo                              | Paradas todo el tiempo excepto a altas horas de la noche |
| Hace paradas sólo los días de semana                     | Paradas en días de semana                                |
| Hace paradas en horas pico en direcciones congestionadas | Paradas horas pico o vías congestionadas                 |
| Detalles del periodo de tiempo                           |                                                          |

| Acceso para discapacitados                                      | Estación                        | Apertura            | Transferencias y notas |
| --------------------------------------------------------------- | ------------------------------- | ------------------- | --- |
| Acceso para discapacitados                                      | Octava Avenida                  | 30 de mayo de 1931  | A C E (Línea de la Octava Avenida)                                                                                             |
|                                                                 | Sexta Avenida                   | 30 de junio de 1924 | 1 2 3 (Línea de la Séptima Avenida-Broadway en la Calle 14) F M (Línea de la Sexta Avenida en la Calle 14) PATH en la Calle 14 |
| Acceso para discapacitados                                      | Union Square                    | 30 de junio de 1924 | N Q R W (Línea Broadway) 4 5 6 <6> (línea de la Avenida Lexington)                                                             |
|                                                                 | Tercera Avenida                 | 30 de junio de 1924 | |
|                                                                 | Primera Avenida                 | 30 de junio de 1924 | |
| Túnel de la Calle 14                                            |                                 |                     | |
|                                                                 | Avenida Bedford                 | 30 de junio de 1924 | |
|                                                                 | Calle Lorimer                   | 30 de junio de 1924 | G (Línea Crosstown en la Avenida Metropolitana)                                                                                |
|                                                                 | Avenida Graham                  | 30 de junio de 1924 | |
|                                                                 | Calle Grand                     | 30 de junio de 1924 | |
|                                                                 | Avenida Montrose                | 30 de junio de 1924 | |
|                                                                 | Avenida Morgan                  | 14 de julio de 1928 | |
|                                                                 | Calle Jefferson                 | 14 de julio de 1928 | |
|                                                                 | Avenida DeKalb                  | 14 de julio de 1928 | |
| Acceso para discapacitados                                      | Avenidas Myrtle y Wyckoff       | 14 de julio de 1928 | M (Línea de la Avenida Myrtle) originalmente como la Avenida Wyckoff                                                           |
|                                                                 | Calle Halsey                    | 14 de julio de 1928 | |
|                                                                 | Avenida Wilson                  | 14 de julio de 1928 | |
|                                                                 | Avenida Bushwick–Calle Aberdeen | 14 de julio de 1928 | |
|                                                                 | Broadway Junction               | 14 de julio de 1928 | J Z (Línea Jamaica) A C (Línea de la Calle Fulton) originalmente como Eastern Parkway                                          |
| conecta las vías con la línea Jamaica (ningún servicio regular) |                                 |                     | |
|                                                                 | Avenida Atlantic                | 28 de julio de 1906 | LIRR en East New York |
|                                                                 | Avenida Sutter                  | 28 de julio de 1906 | |
|                                                                 | Avenida Livonia                 | 28 de julio de 1906 | |
|                                                                 | Avenida New Lots                | 28 de julio de 1906 | originalmente como New Lots Road                                                                                               |
|                                                                 | Calle 105 Este                  | Siglo XIX           | estación original de superficie, modificada para ser una estación de alto nivel en 1906                                        |
| Acceso para discapacitados                                      | Canarsie–Rockaway Parkway       | Siglo XIX           | estación original de superficie, construida exclusivamente para una estación terminal                                          |
|                                                                 | Avenida Flatlands               |                     | línea abandonada; estación demolida                                                                                            |
|                                                                 | Avenida L                       |                     | línea abandonada; estación demolida                                                                                            |
|                                                                 | Canarsie Pier                   |                     | línea abandonada; estación demolida                                                                                            |